# Elisa Toffoli

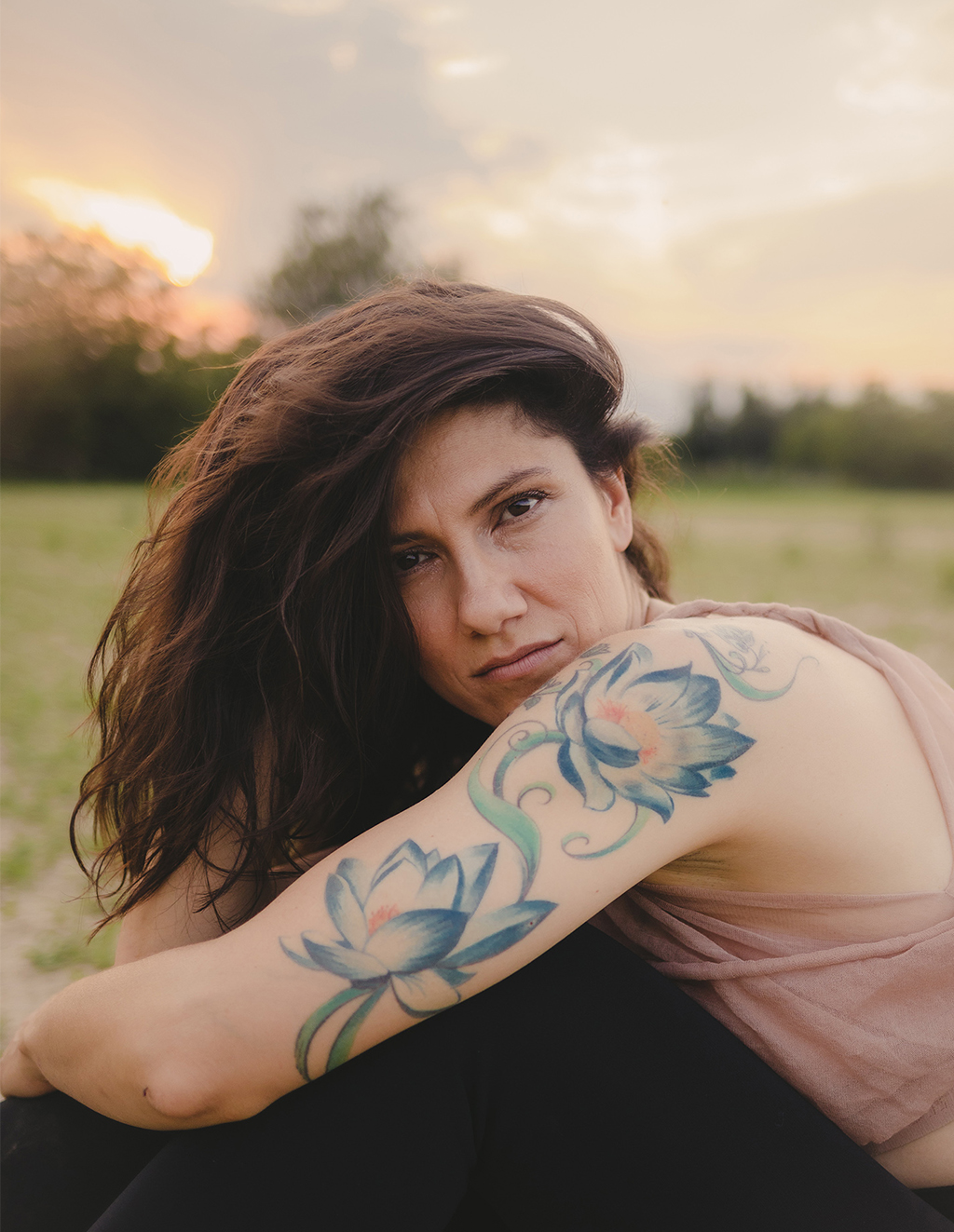

Elisa Toffoli, mais conhecida simplesmente como Elisa, nasceu em Trieste, Itália, em 19 de Dezembro de 1977, tendo crescido em Monfalcone, Gorizia, no noroeste da Itália.
Ela se distingue no cenário musical italiano por compor e cantar principalmente em inglês. Suas influências são variadas: pop/rock, rock indie, alternativo, eletrônica e trip hop. Na Europa talvez a reconheçam pelo single “Come Speak to Me”, enquanto nos EUA o público possa reconhecer sua canção “Dancing”, que foi apresentada no programa “So You Think You Can Dance”, nas temporadas dos anos 2006 e 2007.
Muitos se perguntam por que Elisa, uma cantora italiana, canta e escreve suas letras em inglês. A resposta, primeiramente, pode ser dada pela própria faceta tímida e reservada de Elisa: a língua inglesa era para ela uma forma de se expressar e, simultaneamente, esconder seus pensamentos daqueles em volta.

## Carreira

### Primórdios
Suas primeiras influências incluem Björk, PJ Harvey, Tori Amos, Aretha Franklin e Ella Fitzgerald, além de Rudyard Kipling e Jim Morrison da banda The Doors, citados por Elisa como influências líricas. Ela começa a escrever músicas com apenas 11 anos e mais tarde integrará diversas bandas locais. Aos 15 anos ela se apresenta em um programa televisivo de karaokê conduzido por Rosario Fiorello.
Aos dezesseis anos, sua fita demo foi ouvida por Caterina Caselli, que imediatamente percebe seu talento e a manda aos Estados Unidos (Berkeley, California) para melhorar seu inglês e gravar seu primeiro álbum, Pipes & Flowers (1997)

### Álbum de estreia
Pipes & Flowers (em português “Tubos & Flores”)
Após a primeira experiência norte-americana de Elisa, o álbum Pipes & Flowers é lançado em 1997 pela Sugar Music, selo de Caterina Caselli, com produção de Corrado Rustici.
O primeiro single é “Sleeping in Your Hand”, lançado no final de maio de 1997. O lançamento do álbum acontece pouco depois, em 22 de setembro do mesmo ano. Os próximos singles são: “Labyrinth”, “Mr.Want” e “A Feast For Me”, que permanecerão nos primeiros lugares das paradas de músicas mais tocadas nas rádios italianas durante o inverno 1997-98; e cujos vídeos serão exibidos à exaustão pela MTV Italia e demais canais musicais.
Elisa compôs todas as faixas do álbum, considerado sucesso de público e crítica. Na Itália, recebeu disco de platina quádrupla e diversos prêmios como o importante Prêmio Tenco (outubro de 98), dado por críticos para as melhores gravações do ano, e o PIM, o Prêmio Italiano de Música, como “Artista Italiana Revelação do Ano” (abril de 98). O popstar italiano Eros Ramazzotti ofereceu a Elisa a oportunidade de abrir seus concertos pela Europa, e ela aceitou o convite.
O título "Pipes & Flowers" (em português Tubos & Flores) faz referência à zona Lisert, em Monfalcone, uma terra de contrastes: uma área industrial em meio a um cenário natural repleto de verde; e aos tubos das fábricas de carvão e às flores, símbolo da sua infância. No livro “Fairy Girl”, a cantora declarou que os tubos e flores representam as suas duas almas musicais, rock e acústica, respectivamente.
Uma re-edição do álbum, publicada em 15 de outubro de 1998, traz uma nova faixa intitulada “Cure Me”, produzida por Darren Allison (Skunk Anansie, Hands on Approach), que será o último single do álbum.
O álbum Pipes & Flowers foi mais tarde lançado em outros países europeus.

### Segundo álbum e Festival de Sanremo
Em 5 de maio de 2000 é lançado “Asile's World” (Asile é "Elisa" escrito ao contrário). O álbum mostra uma mudança em termos de influências musicais e apresenta faixas produzidas por Howie B, Roberto Vernetti, Mauro Malavasi e Leo Z.
Em setembro de 2000 Elisa gravou sua primeira música em italiano, "Luce (Tramonti a nord est)". A canção foi escrita originalmente em inglês; a letra em italiano veio somente depois, em colaboração com Zucchero. A música foi apresentada no Festival de Sanremo em 2001, acompanhada por um quarteto de cordas (Solis String Quartet), e venceu a categoria principal da competição, assim como o prêmio da crítica e deu a Elisa o prêmio de Intérprete do Ano. Ambas versões, em italiano e inglês, foram incluídas num relançamento de “Asile's World”.
Em novembro do mesmo ano Elisa venceu 3 prêmios no Italian Music Awards: Melhor Artista Feminina, Melhor Single (Luce) e Melhor Canção, além de ter vencido o prêmio de Melhor Artista Italiana no MTV Europe Music Awards 2001 em Frankfurt (primeira vez que uma mulher ganhou o prêmio). Ganhou também o prêmio de Melhor Artista Feminina e Melhor Single (Luce) no Premio Italiano della Musica

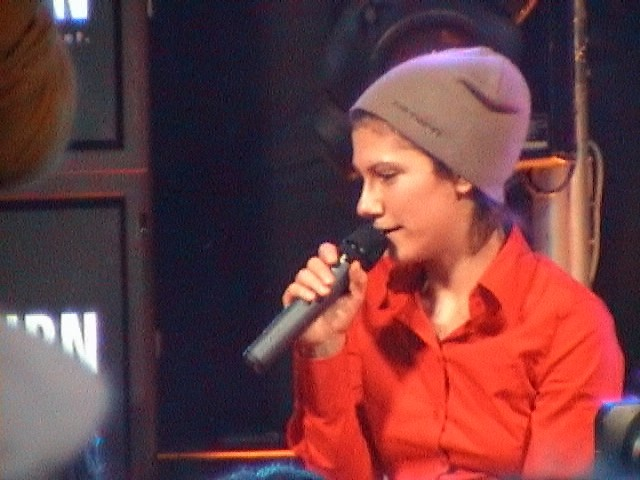

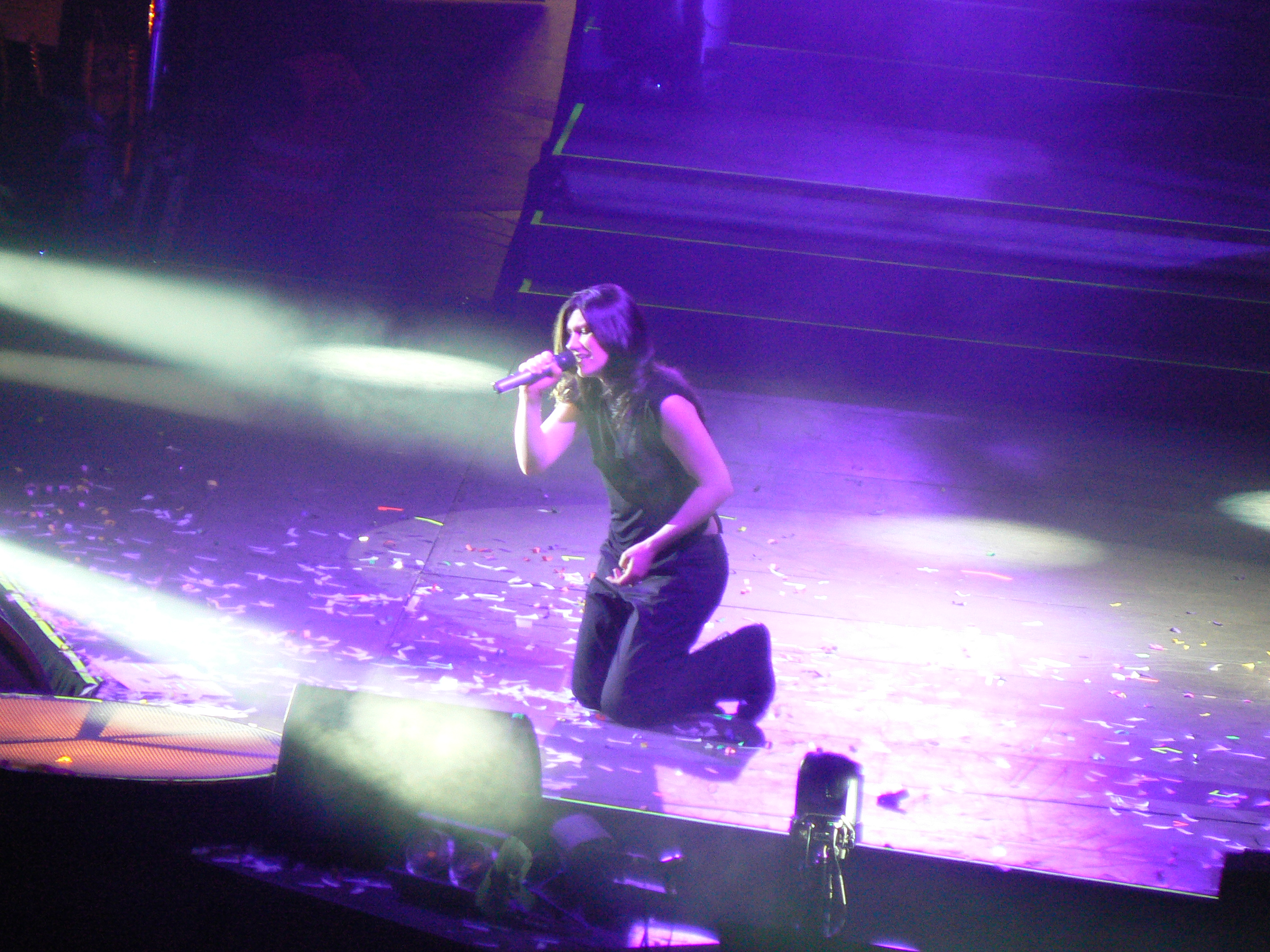
Elisa ao vivo em Milão (2007)

## Discografia

### Álbuns
- 1997 - Pipes & Flowers
- 2000 - Asile's World
- 2002 - Then Comes The Sun
- 2003 - Lotus
- 2004 - Pearl Days
- 2006 - Soundtrack '96-'06
- 2007 - Caterpillar
- 2008 - Dancing (US & Canada)
- 2009 - Heart
- 2010 - IVY
- 2013 - L’anima Vola
- 2016 - On
- 2018 - Diari Aperti

### Álbuns ao vivo
- 2007 – iTunes Festival: London - Elisa (Live)
- 2007 – Soundtrack '96-'06 Live

### Outros projectos
- 2002 – Elisa
- 2006 – Soundtrack '96-'06
- 2007 – Caterpillar
- 2008 – Dancing
- 2012 – Steppin' on Water
- 2017 – Soundtrack '97-'17

## Turnês
- 1997/1998 - Pipes & Flowers Tour
- 2000/2001 - Asile's World Tour
- 2002/2003 - Then Comes the Sun Tour
- 2003/2004 - Lotus Tour
- 2004/2005 - Pearl Days Tour
- 2005 - Lotus Pearl Days Tour
- 2006 - Unplugged tour
- 2007 - Soundtrack Live Tour
- 2008 - Mechanical Dream Tour
- 2008 - US/Canada Fall Tour
- 2010 - Heart Alive Tour
- 2011 - Ivy Tour
- 2014 - L'anima vola Tour
- 2014 - Elisa Live in the Clubs
- 2016 - On Tour
- 2017 - Together Here We Are
- 2018 - European Tour 2018
- 2019 - Diari Aperti Live nei Teatri